# アンドロスコッギン郡 (メイン州)
アンドロスコッギン郡（英: Androscoggin County）は、アメリカ合衆国メイン州内に位置する郡である。人口は11万1139人（2020年）。郡庁所在地はオーバーンである。

## 地理
アメリカ合衆国統計局によると、この郡は総面積1,287 km2 (497 mi2) である。このうち1,217 km2 (470mi2) が陸地で70 km2 (27 mi2) が水地域である。総面積の5.42%が水地域となっている。

### 隣接する郡
- フランクリン郡 - 北
- ケネベック郡 - 北東
- サガダホク郡 - 南東
- カンバーランド郡 - 南
- オックスフォード郡 - 西

## 人口動勢
2000年国勢調査で、この郡は人口103,793人、42,028世帯、及び27,192家族が暮らしている。人口密度は221/km2 (85/mi2) である。38/km2 (98/mi2) の平均的な密度に45,960軒の住宅が建っている。この都市の人種的な構成は白人 96.98%、アフリカン・アメリカン0.66%、先住民0.27%、アジア0.55%、太平洋諸島系0.04%、その他の人種0.28%、及び混血1.22%である。ここの人口の0.95%はヒスパニックまたはラテン系である。
この郡内の住民は23.90%が18歳未満の未成年、18歳以上24歳以下が9.10%、25歳以上44歳以下が29.70%、45歳以上64歳以下が22.90%、及び65歳以上が14.40%にわたっている。中央値年齢は37歳である。女性100人ごとに対して男性は94.30人である。18歳以上の女性100人ごとに対して男性は91.20人である。
この郡内の世帯ごとの平均的な収入は35,793米ドルであり、家族ごとの平均的な収入は44,082米ドルである。男性は31,622米ドルに対して女性は22,366米ドルの平均的な収入がある。この郡の一人当たりの収入 (per capita income) は18,734米ドルである。人口の11.10%及び家族の7.50% は貧困線以下である。全人口のうち18歳未満の13.80%及び65歳以上の11.00%は貧困線以下の生活を送っている。

## 都市及び町
- オーバーン（郡庁所在地）
- ダーラム (Durham)
- グリーン (Greene)
- リーズ (Leeds)
- ルイストン
- リスボンフォールズ (Lisbon Falls)
- リスボン
- リバモアフォールズ (Livermore Falls)
- リバモア (Livermore)
- メカニックフォールズ (Mechanic Falls)
- ミノー (Minot)
- ポーランド (Poland)
- サバタス (Sabattus)
- ターナー (Turner)
- ウェールズ (Wales)